# Берека (село)
Бере́ка — село в Україні, у Лозівському районі Харківської області. Входить до складу Олексіївської сільської громади. Розташоване за 5 км від залізничної станції Трійчате.

## Географія
Село знаходиться на річці Берека, у яку впадає балка Бабин Лог. Село витягнуто вздовж річки на 7 км. Нижче по течії за 4 км розташоване село Олексіївка. За 3 км знаходиться селище Трійчате і залізнична станція Трійчате.

## Історія
На території села виявлено залишки двох поселень періоду бронзи та двох поселень Салтівської культури.
Засноване 1675 року.
За даними на 1864 рік у казеному селі, центрі Берецької волості Зміївського повіту, мешкало 5632 осіб (2779 чоловічої статі та 2853 — жіночої), налічувалось 725 дворових господарств, існувала православна церква.
1870 — відкритий Свято Вознесенський православний храм, який частково зберігся до теперішнього часу і зараз в храмі проводяться служби. Одночасно йде ремонт. Це єдиний храм на території колишнього Первомайського району, який зберігся.
Станом на 1914 рік кількість мешканців села зросла до 8600 осіб.
У 1923 році організовано перше колективне господарство «Вільний плугар».
У 1992 році утворені фермерскі господарства Умрихина, Жидкової, М'ясникова, Кобєлева, Чуйкової, Сіманович, «АЛАС» Меняшевої, Щербіни, Золотухіна.

## Економіка
- Молочно-товарна ферма.
- ЗАТ «Лихачівська меблева фабрика».
- ТОВ «АГРОКОМ».

## Об'єкти соціальної сфери
- Школа
- Поштове відділення зв'язку
- Медпункт
- Сільська рада

## Пам'ятки
- Свято-Вознесенський храм. Освячений в 1870 році, у даний час ведуться ремонтні роботи.
- Поруч із селом розташований Берецький заказник — ботанічний заказник місцевого значення.

## Відомі особистості
В поселенні народився:
- Коренєв Микола Михайлович (* 1931) — український лікар-педіатр.

Перебували:
- Магмедов Георгій Іванович (1921—2001) — український художник-живописець, перебував на засланні з 1947 до 1953 року.